# Crimes of the Future (film 1970)
Crimes of the Future è un film del 1970 diretto da David Cronenberg.
Come il precedente Stereo, il film non ha dialoghi, l'unica voce è quella narrante (Adrian Tripod) che racconta ciò che si svolge sullo schermo. Il film è ambientato nel 1997 ed è il secondo lungometraggio del regista canadese, nel quale si possono già riscontrare i temi tipici della sua produzione.
Cronenberg, oltre alla regia, ha firmato anche la sceneggiatura, il montaggio, la fotografia e la produzione per la Emergent Films.

## Trama
Il dottor Adrian Tripod, proprietario della clinica dermatologica House of Skin, è un allievo del dermatologo Antoine Rouge, scomparso in seguito allo scoppio di una catastrofica epidemia che egli ha imprevedibilmente scatenato nel tentativo di curare le patologie derivate dall'eccessivo uso dei cosmetici. Tale epidemia - la "malattia di Rouge" - ha ucciso l'intera popolazione di donne in età post-puberale.
Tripod si associa a varie organizzazioni, tra cui la Metaphysical Import-Export e la Oceanic Podiatry Group, incontrando vari individui e gruppi di uomini che cercano di adattarsi a un mondo senza femmine. Uno di loro parodia il parto, rigenerando continuamente gli organi asportati dal proprio corpo. Alla fine Tripod si imbatte in un gruppo di pedofili che, in possesso di una bambina di cinque anni, lo spingono ad accoppiarsi con lei. Il film si conclude con il protagonista che, lasciato da solo con la bambina, percepisce la presenza di Antoine Rouge.